# Национальный альянс женских организаций
Национальный альянс женских организаций (англ. National Alliance of Women's Organisations, NAWO) — это британская неправительственная организация.
Альянс — это головная структура сети женских общественных организаций, основан в 1989 году со штаб-квартирой в Лондоне, занимается защитой прав женщин.

## История
Альянс основан в 1989 году и насчитывает 140 членов, как женских организаций, так и частных лиц, базирующихся в Великобритании. В 2006 году, перед чемпионатом мира по футболу в Германии, Альянс проводил кампанию и призывал футбольных менеджеров, игроков и должностных лиц Футбольной ассоциации Англии выступить с публичным заявлением, осуждающим торговлю людьми, поскольку во время чемпионата мира в страну должны были въехать около 40 000 проституток, многие из которых были бы незаконно проданы в секс-индустрию.

## Состав
Альянс является неправительственной организацией, управляемой Руководящим комитетом (англ. Management Committee), состоящим из её попечителей. Членство состоит из специализированных организаций, религиозных групп, медицинских центров, организаций в сфере искусства, и других проводящих кампании по проблемам женщин организаций.

## Деятельность
Альянс занимается продвижением прав женщин с особым акцентом на гендерные вопросы в Европе, партнёрствует с иракскими женскими организациями и группами гражданского общества, такими как «Женщины, живущие по мусульманским законам» (WLUML), которые опасаются, что новая Конституция Ирака подорвет права женщин. Альянс ежегодно посещает и принимает участие в работе Комиссии ООН по положению женщин и работает над привлечением общественного внимания к сексуальным преступлениям и изнасилованиям, торговле женщинами и девочками, к гендерной архитектуре ООН.

## Публикации
Альянс публикует информационный бюллетень под названием «New Update» каждые три месяца. Участники альянса также получают ежемесячный электронный бюллетень, в котором они информируются о кампаниях и новостях. 